# サクラ (キッズgoo)
サクラは、NTTレゾナントが運営するポータルサイト・旧キッズgooに登場する架空のキャラクター。

## キャラクター
ぐっぴょんの隣に住んでいるナガミミ族の小学1年生で、ミントの双子の姉。
口癖は語尾に「ですわよ」。名前の由来は桜から。誕生日は不明。血液型はAB型、身長は33cm。

## 外見
白色のウサギに似た体格で、筆の様な尻尾を生やしている。耳先と一歩後に付いている桃色の模様は感情によって濃さが変わる。常に美脚の為の努力を欠かさない。外出時には自身の必須アイテムとして付け睫毛を付けている。

## 性格
ちょっぴり生意気で年上のちょっぴ以上に強気だが、実は純粋で、メルヘンな世界に憧れる程の少女らしく可憐な一面も見せる。メイクや買い物が大好き。

## 好きな物と事
趣味はメイクやショッピング、頭飾り集め、肉料理。少女らしく少女漫画と花が好き。また小学1年生とは思えぬ程の怪力の持ち主である。

## 苦手な物と事
お化けとカラス、算数が苦手。また算数に関わっているのか、貯金も苦手（500万円を貯めるほどのもってのほか）。

## 人間関係
ぐっぴょん
隣に住んでいる。実の兄の様に慕っている。